# Srpska Asocijacija Američkog Fudbala
Srpska Asocijacija Američkog Fudbala (SAAF) ist der serbische American Football Verband und wurde 2003 gegründet. Er richtet die nationalen Meisterschaften im Land aus. Die höchste Spielklasse ist die Sport Klub Prva Liga (deutsch: erste Liga), der bis 2022 die Druga Liga (dt.: zweite Liga) nachgeordnet war. Die Liga wird auf Amateurbasis ausgetragen.
2010 fusionierte der SAAF mit dem Savez Američkog Fudbala Srbije zu einem gesamtserbischen Verband.

## Prva Liga Teams 2025
Seit 2023 ist die Serbische Liga in die Gruppen A mit vier und die Gruppe B mit drei Mannschaften aufgeteilt. Diese spielen zunächst je ein Hin- und  Rückspiel gegen die übrigen Teams der eigenen Gruppe. Anschließend spielen die besten zwei der Gruppe B gegen die schlechtesten zwei der Gruppe A um den Einzug in das Halbfinale. Die besten beiden der Gruppe A sind für dieses bereits gesetzt. Die beiden Gewinner der Halbfinale spielen im Serbian Bowl um die serbische Meisterschaft.
Super Liga
- Beograd Blue Dragons
- Beograd Vukovi
- Kikinda Mammoths
- Kragujevac Wild Boars

## SAAF-Meister

### Serbian Bowl
Seit Bestehen des Bowl standen sich meist die Beograd Vukovi und die Kragujevac Wild Boars im Finale gegenüber.  Insgesamt gab es diese Paarung bereits 13 Mal.  Die Beograd Vukovi, die an den ersten zwölf Bowls teilnahmen haben sowohl die meisten Siege als auch die meisten Endspielteilnahmen aufzuweisen.
| Nr.   | Jahr | Finaldatum | Sieger                | Finalist               | Ergebnis | Austragungsort                    |
| ----- | ---- | ---------- | --------------------- | ---------------------- | -------- | --------------------------------- |
| I     | 2004 | 7. Nov.    | Kragujevac Wild Boars | Beograd Vukovi         | 21:60    | Stadion Čika Dača, Kragujevac     |
| II    | 2006 |            | Kragujevac Wild Boars | Beograd Vukovi         | 23:12    |                                   |
| III   | 2007 | 4. Nov.    | Beograd Vukovi        | Novi Sad Dukes         | 25:15    | Belgrad                           |
| IV    | 2008 | 20. Juli   | Kragujevac Wild Boars | Belgrade Vukovi        | 39:33    | Stadion Čika Dača, Kragujevac     |
| V     | 2009 |            | Belgrade Vukovi       | Novi Sad Dukes         | 46:00    |                                   |
| VI    | 2010 |            | Belgrade Vukovi       | Novi Sad Dukes         | 40:20    |                                   |
| VII   | 2011 | 17. Juli   | Belgrade Vukovi       | Kragujevac Wild Boars  | 51:36    |                                   |
| VIII  | 2012 | 8. Juli    | Belgrade Vukovi       | Kragujevac Wild Boars  | 35:24    |                                   |
| IX    | 2013 | 7. Juli    | Belgrade Vukovi       | Kragujevac Wild Boars  | 42:00    |                                   |
| X     | 2014 | 5. Juli    | Belgrade Vukovi       | Kragujevac Wild Boars  | 27:17    |                                   |
| XI    | 2015 | 5. Juli    | Novi Sad Dukes        | Belgrade Vukovi        | 25:23    | Stadion FK Kabel, Novi Sad        |
| XII   | 2016 | 10. Juli   | Kragujevac Wild Boars | Belgrade Vukovi        | 53:29    | Stadion Careva ćuprija, Belgrad   |
| XIII  | 2017 | 8. Juli    | Kragujevac Wild Boars | Novi Sad Dukes         | 24:16    | Stadion Čika Dača, Kragujevac     |
| XIV   | 2018 | 8. Juli    | Kragujevac Wild Boars | Belgrade Vukovi        | 54:36    | Stadion Čika Dača, Kragujevac     |
| XV    | 2019 | 7. Juli    | Kragujevac Wild Boars | Belgrade Vukovi        | 60:55    | Stadion Čika Dača, Kragujevac     |
|       | 2020 | 22. Nov.   | Belgrade Vukovi       | Jagodina Black Hornets | 56:46    | Sportski Centar Rakovica, Belgrad |
| XVI   | 2021 | 10. Juli   | Belgrade Vukovi       | Banat Bulls            | 24:14    | Sportski Centar Rakovica, Belgrad |
| XVII  | 2022 | 9. Juli    | Belgrade Vukovi       | Kragujevac Wild Boars  | 24:17    | Sportski Centar Rakovica, Belgrad |
| XVIII | 2023 | 8. Juli    | Kragujevac Wild Boars | Belgrade Vukovi        | 48:70    | SC Pampas, Donja Trnava           |
| XIX   | 2024 | 6. Juli    | Belgrade Vukovi       | Kragujevac Wild Boars  | 28:60    | Stadion FK Rakovica, Belgrad      |
| XX    | 2025 | 13. Juli   | Kragujevac Wild Boars | Beograd Blue Dragons   | 27:12    | SC Pampas, Donja Trnava           |

#### Serbian Bowl Gewinner
| Anzahl | Team                  | Jahre                                   |
| ------ | --------------------- | --------------------------------------- |
| 11     | Belgrade Vukovi       | 2007, 2009–2014, 2020–2022, 2024        |
| 09     | Kragujevac Wild Boars | 2004, 2006, 2008, 2016–2019, 2023, 2025 |
| 01     | Novi Sad Dukes        | 2015                                    |

### Meister Druga Liga
| Nr. | Jahr   | Finaldatum | Sieger                 | Finalist                 | Ergebnis | Austragungsort           |
| --- | ------ | ---------- | ---------------------- | ------------------------ | -------- | ------------------------ |
| I   | 2012   |            | Sirmium Legionaries    | Niš Imperatori           |          |                          |
| II  | 2013   |            | Inđija Indians         | Mladenovac Forestlanders |          |                          |
| III | 2014   |            | Sirmium Legionaries    | Čačak Angel Warriors     |          |                          |
|     | 2015 1 | –          | Belgrade Blue Dragons  | –                        | –        | –                        |
|     | 2016 1 | –          | Sombor Celtis          | –                        | –        | –                        |
|     | 2017 1 | –          | Jagodina Black Hornets | –                        | –        | –                        |
| VI  | 2018   | 16. Juni   | Novi Sad Wild Dogs     | Klek Knights             | 27:18    | Petrovaradin, Novi Sad   |
| V   | 2019   | 30. Juni   | Banat Bulls            | Klek Knights             | 49:03    | Gradski Stadion, Vršac   |
|     | 2020   | 15. Nov.   | Inđija Indians         | Beograd Gladiators       | 74:22    | OŠ Jovan Popovic, Inđija |
|     | 2021   | 27. Juni   | Kikinda Mammoths       | Beograd Gladiators       | 27:21    | Stadion FK ŽAK, Kikinda  |
|     | 2022   |            | Bucharest Rebels       | Klek Knights             | 32:0     |                          |